# Alstroemeria gardneri
Alstroemeria gardneri là một loài thực vật có hoa trong họ Alstroemeriaceae. Loài này được Baker mô tả khoa học đầu tiên năm 1877.